# Reumannplatz (métro de Vienne)
Reumannplatz (en allemand : U-Bahn-Station Neulaa) est une station de la ligne U1 du métro de Vienne. Elle est située sur le territoire de Favoriten, 10e arrondissement de Vienne en Autriche.
Mise en service en 1978, elle a été le terminus de la ligne pendant trente neuf ans, jusqu'au prolongement à Oberlaa.

## Situation sur le réseau

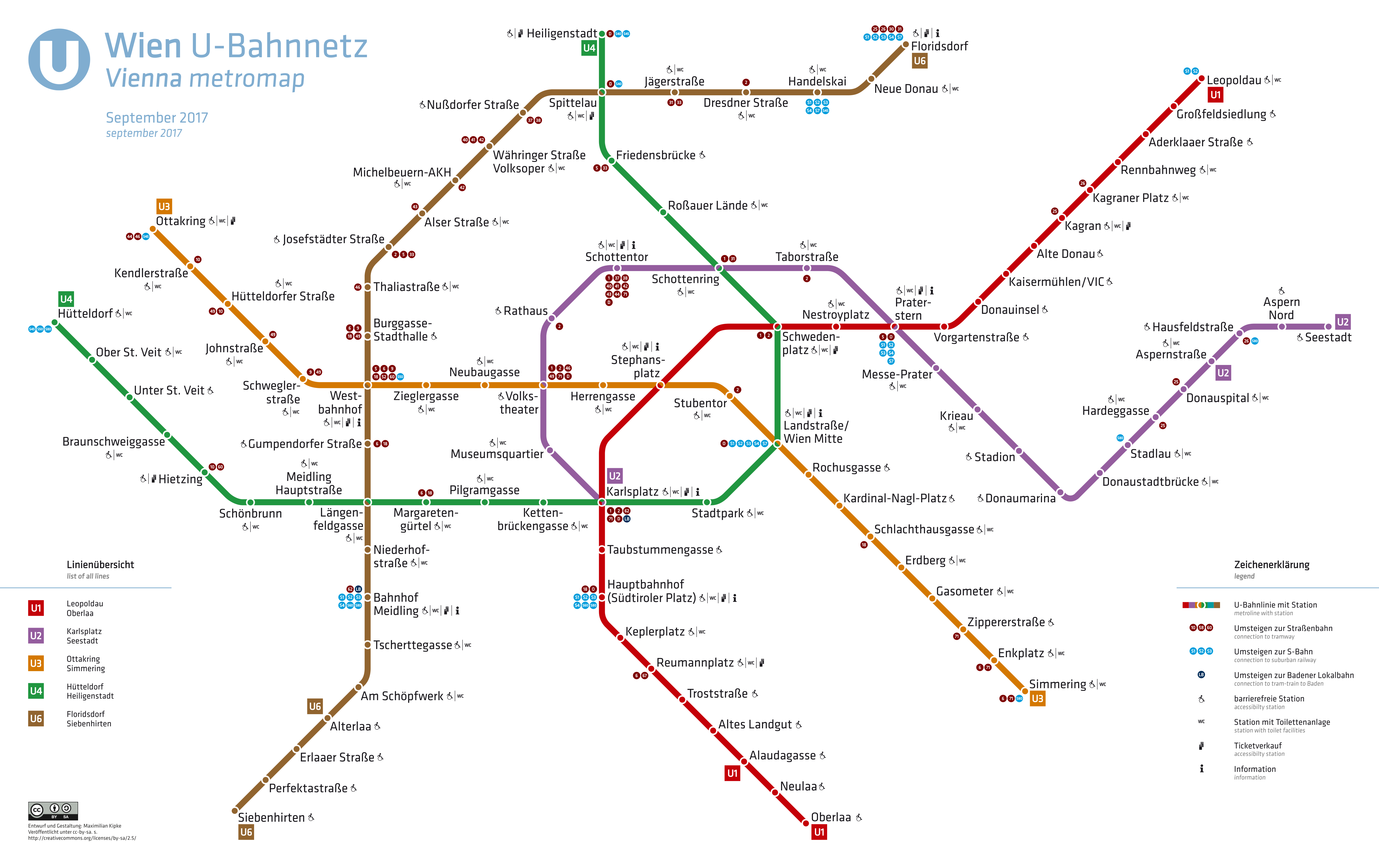
Plan du métro (2017).

Établie en souterrain, Reumannplatz est une station de passage de la ligne U1 du métro de Vienne. Elle est située entre la station Troststraße, en direction du terminus sud Oberlaa, et la station Keplerplatz, en direction du terminus nord Leopoldau.
Elle dispose d'un quai central encadré par les deux voies de la ligne.

## Histoire
La station est mise en service le 25 février 1978, lors de l'ouverture à l'exploitation de la première section de la ligne, entre Reumannplatz et Karlsplatz.
Elle devient une station de passage le 2 septembre 2017, lors de l'ouverture à l'exploitation du prolongement, de la ligne U1 vers le sud, de 4,6 km, jusqu'au nouveau Oberlaa,,.